# 世尊寺行房
世尊寺 行房（せそんじ ゆきふさ、生年不詳 - 延元2年/建武4年3月6日（1337年4月7日））は、鎌倉時代から南北朝時代にかけての公卿・能書家・歌人。世尊寺家第11代当主。従二位・世尊寺経尹または少納言・世尊寺経名の子。官位は四位・左近衛中将。一条とも号した。

## 経歴
大覚寺統後醍醐天皇の側近として、蔵人頭・左近衛中将を歴任、元弘2年/正慶元年（1332年）元弘の変後に天皇が隠岐に流された際にも千種忠顕とともにこれに従った。このため、持明院統光厳天皇は大嘗会で用いる悠紀主基屏風色紙形を用意できなくなってしまった（色紙形は世尊寺家の当主が記すのが故実とされていた）。朝廷では行房の帰還を命じるが彼はそれを拒んだ。このため、行房の弟行尹ら世尊寺家の一族のものを代用せざるを得なくなったという。
建武政権崩壊後、尊良親王・ 恒良親王・新田義貞・新田義顕 らと共に南朝軍を率いて北陸地方に向かうが、金ヶ崎城落城時に自らの命を絶った。家督は弟の行尹が継承した。
世尊寺流を代表する能書家としても知られ、尊円入道親王に書法を伝授したという。また、勅撰歌人として、『玉葉和歌集』（1首）以下の勅撰和歌集に7首が入集している。

## 系譜
『尊卑分脈』および『系図纂要』による。
- 父：世尊寺経尹または世尊寺経名[3]
- 母：不詳
- 妻：高階経重の娘
  - 男子：藤原行実
- 生母不詳の子女
  - 男子：藤原成朝

## 関連作品
- 『太平記』 （NHK大河ドラマ 1991年）、演：相原幸典